# Barciel kosmatek
Barciel kosmatek (Trichodes alvearius) – gatunek chrząszcza z rodziny przekraskowatych. Występuje w środkowej i południowej części Europy.

## Taksonomia
Gatunek ten opisany został po raz pierwszy w 1792 roku przez Johana Christiana Fabriciusa pod nazwą Clerus alvearius.

## Morfologia
Chrząszcz o wydłużonym ciele długości od 10 do 17 mm, porośniętym przeważnie czarnym owłosieniem. Ubarwienie głowy, przedplecza, ud i goleni jest ciemne z metalicznym połyskiem barwy zielonej lub błękitnej. Pokrywy są natomiast jaskrawo czerwone, z trzema poprzecznymi przepaskami i większą częścią okolicy szwu oraz tarczki ubarwionymi fioletowo lub ciemnoniebiesko. Układ tych przepasek jest zmienny i niektóre mogą rozrywać się na plamki. Jasne zakończenie pokryw różni go od barciela pszczołowca oraz Trichodes favarius. Od tego pierwszego przede wszystkim jednak odróżnia go punktowanie wierzchu ciała. Punkty na przedpleczu barciela kosmatka są duże, głębokie i oddalone na odległości mniejsze od ich średnic, a punktowanie pokryw głębokie. Czułki zwieńczone są spłaszczonymi, ciemnymi, trójczłonowymi buławkami. Odnóża przedniej i środkowej pary mają żółte stopy, tylnej pary zaś brunatne. U samców tylne uda są trochę zgrubiałe. Spód odwłoka samca cechuje się głębokim wcięciem na ostatnim sternicie.

## Ekologia
Owady dorosłe są florikolami, spotykanymi na kwiatach różnych roślin, najczęściej na przedstawicielach rodziny selerowatych. Żerują zarówno na pyłku (melitofagia), jak i odwiedzających kwiaty stawonogach (drapieżnictwo). Zapłodniona samica składa do 200 jaj w szczelinach w sąsiedztwie gniazd pszczół i os. Larwa barciela kosmatka jest melitofilna. Żeruje zarówno na zgromadzonym przez błonkówki pyłku i nektarze (kleptopasożytnictwo), jak i na larwach gospodarzy (drapieżnictwo). Rozwój larwy jest powolny, trwający minimum dwa lata. W czasie rozwoju konsumuje ona od 4 do 10 larw błonkówek. Do poznanych gospodarzy barciela kosmatka należy 7 gatunków z rodziny miesierkowatych (w tym: obrostka murówka, murarka lucernowa, Osmia tricornis, Heriades maxillosus), pszczołowate z rodzaju porobnica i zadrzechnia, 2 gatunki lepiarkowatych, 2 gatunki nękowatych oraz niektóre osowate (w tym: bolica kolconoga i klecanka rdzaworożna).

## Występowanie
Owad europejski, znany z Hiszpanii, Francji, Niemiec, Austrii, Szwajcarii, Włoch, Polski, Czech, Węgier, Chorwacji, Czarnogóry, Serbii i Albanii. W Polsce, jak i w całej Europie Środkowej, jest gatunkiem bardzo rzadkim. Większość jego stwierdzeń w Polsce pochodzi z XIX wieku. W II połowie wieku XX zauważony został na dwóch stanowiskach na Nizinie Wielkopolsko-Kujawskiej (w 1975 i 2000 roku). W XXI wieku w literaturze podano go tylko z jednego stanowiska, również położonego na Nizinie Wielkopolsko-Kujawskiej, natomiast doniesienia internetowe pochodzą także z Dolnego Śląska.